# Irena Majchrzak

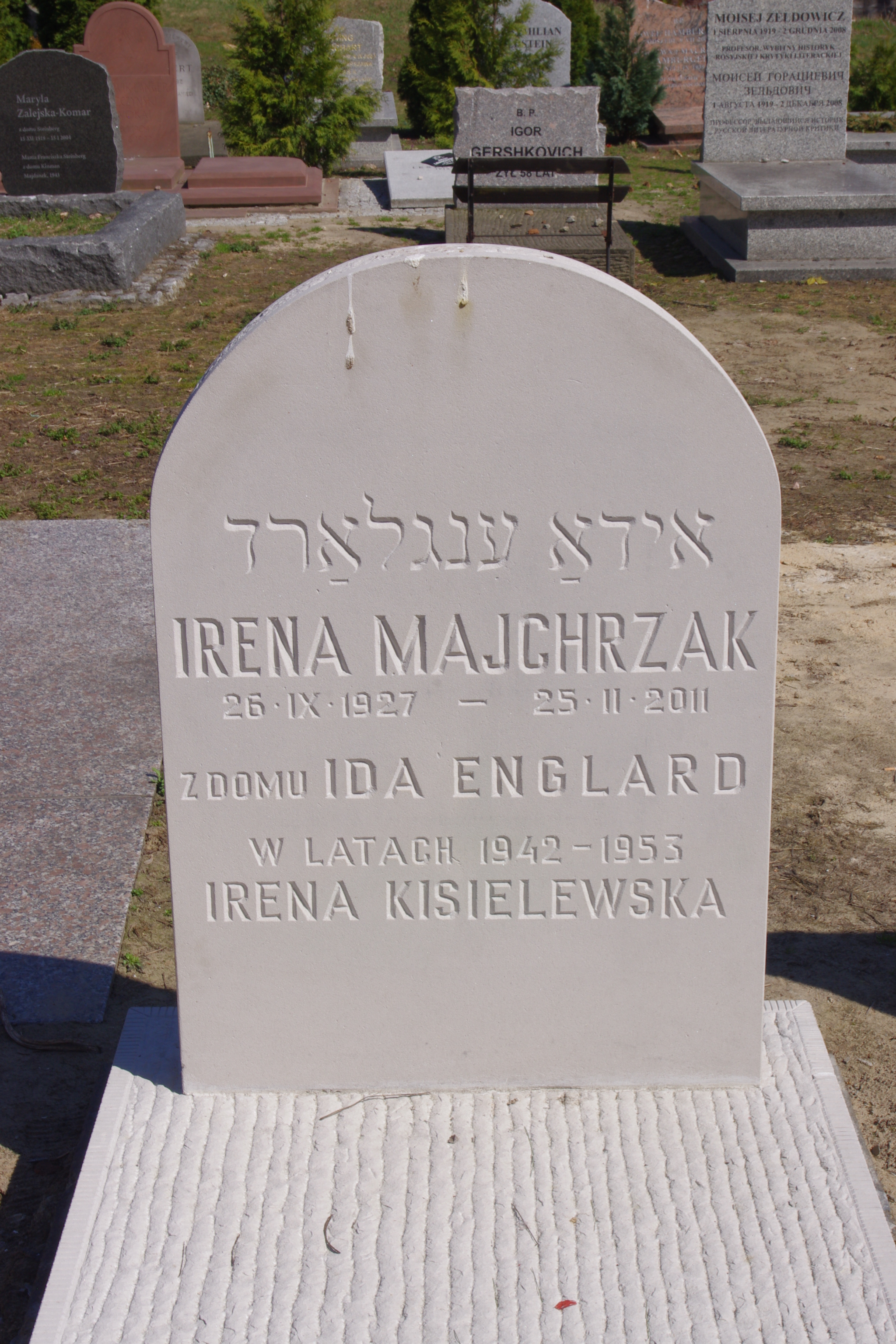
Grób Ireny Majchrzak na cmentarzu żydowskim w Warszawie

Irena Majchrzak, z domu Kisielewska (ur. 26 września 1927 w Kielcach jako Ida Englard, zm. 25 lutego 2011 w Warszawie) – polska pedagożka, socjolożka, autorka tzw. odimiennej metody nauki czytania oraz elementarzy dla dzieci polskich, indiańskich i romskich.
Była żoną ambasadora Ryszarda Majchrzaka z czasów PRL. Przebywała z nim w polskich placówkach na Kubie i w Meksyku.

## Życiorys
Urodziła się w rodzinie żydowskiej jako córka Mejlecha i Gutty Englardów. Jej starszą siostrą była psycholożka Alice Miller. Podczas II wojny światowej przebywała w getcie w Piotrkowie Trybunalskim, a od 1942 pod przybranym nazwiskiem jako Irena Kisielewska w szkole prowadzonej przez siostry zakonne w Ignacowie.
W latach 60. uzyskała doktorat w Instytucie Filozofii i Socjologii. W 1967 wyjechała wraz z mężem na placówkę dyplomatyczną do Meksyku (była to pierwsza misja jej męża). W 1968 była świadkiem krwawo stłumionych protestów studenckich w Meksyku. Prowadziła obserwacje socjologiczne wśród tamtejszych Indian.
Po wprowadzeniu stanu wojennego w Polsce wystarała się o możliwość prowadzenia dalszych badań w Meksyku. Z upoważnienia Salomona Nahmada – antropologa odpowiedzialnego w meksykańskim ministerstwie edukacji za kształcenie dzieci indiańskich, zajęła się oceną wdrażania nowego systemu edukacji tych dzieci (edukacja w języku hiszpańskim i plemiennym). W tym celu przejechała cały Meksyk, prowadząc obserwacje, których wynikiem było powstanie raportu wydanego w formie książkowej pod tytułem Listy do Salomona.
Po publikacji raportu pisarka Julieta Campos – żona gubernatora stanu Tabasco, Enrique Gonzáleza Pedrero – zaproponowała jej stworzenie programu pomocy dla dzieci z plemienia Czontali. W tym okresie miała pod swoją opieką około 700 uczniów w 14 internatach.
Wynikiem jej pracy w tym okresie było opracowanie nowatorskiej metody nauki czytania, nazwanej przez nią „metodą odimienną”. Naukę rozpoczyna się od poznania wyrazu, który jest graficznym zapisem własnego imienia (słowo o najlepiej znanym znaczeniu). Metoda jest opozycją wobec rozpowszechnionej dotąd „metody głoskowej” – polega na nauce łączenia widzianych liter w wyrazy o dobrze znanych znaczeniach, zamiast nauki rozpoznawania słów przez trudne łączenie słyszanych głosek (niemających znaczeń).
Metoda odimienna była w Meksyku z powodzeniem stosowana w nauce dzieci i dorosłych, a od początku lat 90. zastosowana  także w Polsce (otrzymała akceptację Ministerstwa Edukacji Narodowej). We wrześniu 2010 rozpoczęto realizację programu nauczania czytania tą metodą dzieci romskich w Polsce.
Irena Majchrzak została pochowana 7 marca 2011 roku na cmentarzu żydowskim przy ulicy Okopowej. Miała syna Marka.

## Wybrane publikacje
Książki dla dorosłych
- Nazwanie świata
- Listy do Salomona (Wydawnictwo Bliżej Przedszkola, Kraków, 2007)
- W obronie dziecięcego rozumu (Wydawnictwo Bliżej Przedszkola, Kraków, 2007)
- Wprowadzenie dziecka w świat pisma (Wydawnictwo Szkolne i Pedagogiczne, Warszawa, 1995)

Książki dla dzieci
- Ania i Anita
- Gry czytelnicze
- Opowieści ortograficzne
- Opowieści sowy